# Coupe du monde de tir à l'arc de 2007
Navigation
Édition précédente Édition suivante
La coupe du monde de tir à l'arc de 2007 est la deuxième édition annuelle de la coupe du monde organisée par la World Archery Federation (WA). Elle regroupe des compétitions individuelles et par équipes dans les catégories d'arc classique et arc à poulies.
Quatre compétitions de qualification ont eu lieu entre avril et août pour chacune des catégories et les meilleurs archers sont qualifiés pour les finales fin novembre à Dubaï au complexe hôtelier Madinat Jumeirah. Toutes les épreuves se déroulent en extérieur avec des cibles se situant à 70 m pour l'arc classique et 50 m pour l'arc à poulies. Le format des épreuves reste identique au tir à l'arc aux Jeux olympiques pour l'arc classique.

## Calendrier
| Étape  | Date                         | Lieu          |
| ------ | ---------------------------- | ------------- |
| 1re    | du 1 au 6 avril 2007         | Ulsan (KOR)   |
| 2e     | du 30 avril au 5 mai 2007    | Varèse (ITA)  |
| 3e     | du 28 mai au 2 juin 2007     | Antalya (TUR) |
| 4e     | du 31 juillet au 5 août 2007 | Douvres (GBR) |
| Finale | 24 novembre 2007             | Dubaï (UAE)   |

## Résultats des étapes qualificatives
Voici le classement des archers pour les différentes étapes de qualifications dans toutes les épreuves,,,.

### Classique masculin
| Lieu    | Or                          | Argent                      | Bronze                       |
| ------- | --------------------------- | --------------------------- | ---------------------------- |
| Ulsan   | Wang Cheng Pang (TPE)       | Kuo Cheng Wei (TPE)         | Balzhinima Tsyrempilov (RUS) |
| Varèse  | Michele Frangilli (ITA)     | Baljinima Tsyrempilov (RUS) | Thomas Aubert (FRA)          |
| Antalya | Kim Yeon Chul (KOR)         | Im Ji-wan (KOR)             | Juan René Serrano (MEX)      |
| Douvres | Baljinima Tsyrempilov (RUS) | Alan Wills (GBR)            | Simon Terry (GBR)            |

### Classique féminin
| Lieu    | Or                       | Argent                   | Bronze                     |
| ------- | ------------------------ | ------------------------ | -------------------------- |
| Ulsan   | Park Sung-hyun (KOR)     | Choi Eun Young (KOR)     | Yun Ok-hee (KOR)           |
| Varèse  | Lee Hye Yeon (KOR)       | Natalya Erdyniyeva (RUS) | Hanna Marusava (BLR)       |
| Antalya | Natalya Erdyniyeva (RUS) | Choi Eun-young (KOR)     | Lee Sung-jin (KOR)         |
| Douvres | Dola Banerjee (IND)      | Zhang Juanjuan (CHN)     | Malgorzata Cwienczek (POL) |

### Poulies masculin
| Lieu    | Or                       | Argent                   | Bronze                    |
| ------- | ------------------------ | ------------------------ | ------------------------- |
| Ulsan   | Jorge Jimenez (ESA)      | Reza Zamaninejad (IRN)   | Fred van Zutphen (NED)    |
| Varèse  | Braden Gellenthien (USA) | Jorge Jimenez (ESA)      | Roberval Dos Santos (BRA) |
| Antalya | Sébastien Brasseur (FRA) | Braden Gellenthien (USA) | Thomas Hasenfuss (GER)    |
| Douvres | Jorge Jimenez (ESA)      | Sébastien Brasseur (FRA) | Braden Gellenthien (USA)  |

### Poulies féminin
| Lieu    | Or                    | Argent                 | Bronze                          |
| ------- | --------------------- | ---------------------- | ------------------------------- |
| Ulsan   | Anna Kazantseva (RUS) | Sofia Goncharova (RUS) | Foury Akadiani Kusumaniah (INA) |
| Varèse  | Petra Ericsson (SWE)  | Jamie Van Natta (USA)  | Gladys Willems (BEL)            |
| Antalya | Anna Kazantseva (RUS) | Jahna Davis (USA)      | Gladys Willems (BEL)            |
| Douvres | Jamie Van Natta (USA) | Petra Ericsson (SWE)   | Sofia Goncharova (RUS)          |

### Classique masculin par équipes
| Lieu    | Or                                                      | Argent                                                            | Bronze                                                   |
| ------- | ------------------------------------------------------- | ----------------------------------------------------------------- | -------------------------------------------------------- |
| Ulsan   | Corée du Sud Im Dong-hyun Park Kyung-mo Lee Chang-hwan  | Italie Ilario Di Buò Michele Frangilli Marco Galiazzo             | France Thomas Aubert Jocelyn de Grandis Romain Girouille |
| Varèse  | Royaume-Uni Alan Wills Simon Terry Larry Godfrey        | Australie David Barnes Tim Cuddihy Michael Naray                  | États-Unis Pete Carney Brady Ellison Victor Wunderle     |
| Antalya | Russie Baljinima Tsyrempilov Baïr Badionov Ilia Sidorin | Pays-Bas Pieter Custers Wietse van Alten Ron van Der Hoff         | Ukraine Pavlo Bekker Markiyan Ivashko Oleksandr Serdyuk  |
| Douvres | Italie Ilario Di Buò Michele Frangilli Marco Galiazzo   | Allemagne Florian Floto Jan Christopher Ginzel Sebastian Rohrberg | Royaume-Uni Alan Wills Simon Terry Larry Godfrey         |

### Classique féminin par équipes
| Lieu    | Or                                                            | Argent                                                                     | Bronze                                                        |
| ------- | ------------------------------------------------------------- | -------------------------------------------------------------------------- | ------------------------------------------------------------- |
| Ulsan   | Corée du Sud Park Sung-hyun Yun Mi-jin Yun Ok-hee             | Pologne Malgorzata Cwienczek Iwona Dzięcioł-Marcinkiewicz Justyna Mospinek | Royaume-Uni Alison Williamson Naomi Folkard Charlotte Burgess |
| Varèse  | Chine Zhang Juanjuan Guo Dan Chen Ling                        | Pologne Malgorzata Cwienczek Wioleta Myszor Justyna Mospinek               | Corée du Sud Jung Seung-hwa Kim Yu-mi Lee Hye-yeon            |
| Antalya | Corée du Sud Park Sung-hyun Choi Eun Young Lee Tuk-young      | Italie Elena Perosini Pia Carmen Lionetti Natalia Valeeva                  | Chine Zhang Juanjuan Guo Dan Chen Ling                        |
| Douvres | Royaume-Uni Alison Williamson Naomi Folkard Charlotte Burgess | Italie Elena Perosini Pia Carmen Lionetti Natalia Valeeva                  | Inde Dola Banerjee Bombayla Devi L. Chekrovolu Swuro          |

### Poulies masculin par équipes
| Lieu    | Or                                                        | Argent                                                    | Bronze                                                      |
| ------- | --------------------------------------------------------- | --------------------------------------------------------- | ----------------------------------------------------------- |
| Ulsan   | Iran Majid Ahmadi Parviz Sadeghimaeibody Reza Zamaninejad | Royaume-Uni Liam Grimwood Neil Wakelin Chris White        | France Sébastien Brasseur Dominique Genet Stéphane Dardenne |
| Varèse  | États-Unis Braden Gellenthien Logan Wilde Reo Wilde       | France Sébastien Brasseur Dominique Genet Jean Marc Beaud | Iran Majid Ahmadi Parviz Sadeghimaeibody Reza Zamaninejad   |
| Antalya | France Sébastien Brasseur Dominique Genet Jean Marc Beaud | Danemark Martin Dambso Kasper Christensen Erik P. Nielsen | Royaume-Uni Liam Grimwood Simon Froggatt Chris White        |
| Douvres | États-Unis Braden Gellenthien Logan Wilde Joshua Binger   | Royaume-Uni Mark Franklin James Forbes Chris White        | Suisse Kevin Burri Patrizio Hofer Ruedi Hotz                |

### Poulies féminin par équipes
| Lieu    | Or                                                          | Argent                                                          | Bronze                                               |
| ------- | ----------------------------------------------------------- | --------------------------------------------------------------- | ---------------------------------------------------- |
| Ulsan   | Russie Sofia Goncharova Anna Kazantseva Oktyabrina Bolotova | États-Unis Jahna Davis Jamie Van Natta Joahn Fleury             | France Valérie Fabre Amandine Bouillot Joanna Chessé |
| Varèse  | France Valérie Fabre Amandine Bouillot Joanna Chessé        | Russie Sofia Goncharova Anna Kazantseva Oktyabrina Bolotova     | États-Unis Jahna Davis Jamie Van Natta Joahn Fleury  |
| Antalya | États-Unis Jahna Davis Jamie Van Natta Joahn Fleury         | Russie Sofia Goncharova Anna Kazantseva Oktyabrina Bolotova     | Italie Anastasia Anastasio Laura Longo Eugenia Salvi |
| Douvres | Venezuela Martha Flores Luzmary Guedez Carolina Montes      | Indonésie Lilies Handayani Lilies Heliarti Dellie Threesyadinda | Royaume-Uni Stephanie Crang Nicky Hunt Emma Parker   |

## La finale
En finale, seules les épreuves individuelles sont disputées.

### Qualification des archers
À la fin des étapes de qualifications, les 4 meilleurs archers les mieux classés des quatre étapes dans chaque catégorie seront sélectionnés pour participer à la finale. Cependant, il existe une limite de deux archers du même pays dans chaque catégorie.
| Rang | Nom                   | Points |
| ---- | --------------------- | ------ |
| 1    | Baljinima Tsyrempilov | 64     |
| 2    | Juan René Serrano     | 33     |
| 3    | Alan Wills            | 28     |
| 4    | Michele Frangilli     | 27     |
| 4    | Mauro Nespoli         | 27     |
| 6    | Im Dong-hyun          | 26     |
| 7    | Kim Yeon Chul         | 25     |
| 7    | Xue Haifeng           | 25     |
| 7    | Wang Cheng Pang       | 25     |
| 10   | Ilario Di Buò         | 23     |

| Rang | Nom                  | Points |
| ---- | -------------------- | ------ |
| 1    | Natalya Erdyniyeva   | 52     |
| 2    | Choi Eun-young       | 42     |
| 3    | Zhang Juanjuan       | 40     |
| 4    | Dola Banerjee        | 37     |
| 5    | Park Sung-hyun       | 32     |
| 6    | Natalia Valeeva      | 30     |
| 7    | Malgorzata Cwienczek | 27     |
| 8    | Lee Hye Yeon         | 25     |
| 9    | Lee Tuk Young        | 20     |
| 9    | Chekrovolu Swuro     | 20     |

| Rang | Nom                 | Points |
| ---- | ------------------- | ------ |
| 1    | Jorge Jimenez       | 71     |
| 2    | Braden Gellenthien  | 64     |
| 3    | Sébastien Brasseur  | 58     |
| 4    | Roberval Dos Santos | 41     |
| 4    | Patrizio Hofer      | 41     |
| 6    | Logan Wilde         | 31     |
| 7    | Dominique Genet     | 24     |
| 8    | Clint Freeman       | 21     |
| 8    | Reza Zamaninejad    | 21     |
| 10   | Peter Elzinga       | 19     |

| Rang | Nom                       | Points |
| ---- | ------------------------- | ------ |
| 1    | Jamie Van Natta           | 59     |
| 2    | Petra Ericsson            | 57     |
| 3    | Anna Kazantseva           | 53     |
| 4    | Sofia Goncharova          | 52     |
| 5    | Gladys Willems            | 44     |
| 6    | Shabani Akram             | 43     |
| 7    | Jahna Davis               | 39     |
| 8    | Amandine Bouillot         | 22     |
| 8    | Nicky Hunt                | 20     |
| 10   | Foury Akadiani Kusumaniah | 18     |

### Classique masculin
|  | Demi-finales          | Demi-finales       |                        |     | Finale             | Finale             |
|  | Demi-finales          | Demi-finales       |                        |     | Finale             | Finale             |
|  |                       |                    |                        |     |                    |                    |
|  | 24 novembre, Dubaï    | 24 novembre, Dubaï |                        |     | 24 novembre, Dubaï | 24 novembre, Dubaï |
|  | 24 novembre, Dubaï    | 24 novembre, Dubaï |                        |     | 24 novembre, Dubaï | 24 novembre, Dubaï |
|  | Baljinima Tsyrempilov | 112                |                        |     | 24 novembre, Dubaï | 24 novembre, Dubaï |
|  | Baljinima Tsyrempilov | 112                |                        |     | 24 novembre, Dubaï | 24 novembre, Dubaï |
|  | Michele Frangilli     | 104                |                        |     | 24 novembre, Dubaï | 24 novembre, Dubaï |
|  | Michele Frangilli     | 104                | Baljinima Tsyrempilov  | 112 |                    |                    |
|  | 24 novembre, Dubaï    |                    | Baljinima Tsyrempilov  | 112 |                    |                    |
|  |                       | Juan René Serrano  | 110                    |     |                    |                    |
|  | Alan Wills            | Juan René Serrano  | 110                    | 104 |                    |                    |
|  | Alan Wills            |                    |                        | 104 |                    |                    |
|  | Juan René Serrano     | 108                |                        |     |                    |                    |
|  | Juan René Serrano     | 108                | Match pour la 3e place |     |                    |                    |
|  |                       |                    |                        |     |                    |                    |
|  | 24 novembre, Dubaï    |                    |                        |     |                    |                    |
|  |                       |                    |                        |     |                    |                    |
|  | Michele Frangilli     | 102                |                        |     |                    |                    |
|  | Michele Frangilli     | 102                |                        |     |                    |                    |
|  | Alan Wills            | 103                |                        |     |                    |                    |
|  | Alan Wills            | 103                |                        |     |                    |                    |

### Classique féminin
|  | Demi-finales       | Demi-finales       |                        |     | Finale             | Finale             |
|  | Demi-finales       | Demi-finales       |                        |     | Finale             | Finale             |
|  |                    |                    |                        |     |                    |                    |
|  | 24 novembre, Dubaï | 24 novembre, Dubaï |                        |     | 24 novembre, Dubaï | 24 novembre, Dubaï |
|  | 24 novembre, Dubaï | 24 novembre, Dubaï |                        |     | 24 novembre, Dubaï | 24 novembre, Dubaï |
|  | Natalya Erdyniyeva | 106                |                        |     | 24 novembre, Dubaï | 24 novembre, Dubaï |
|  | Natalya Erdyniyeva | 106                |                        |     | 24 novembre, Dubaï | 24 novembre, Dubaï |
|  | Dola Banerjee      | 108                |                        |     | 24 novembre, Dubaï | 24 novembre, Dubaï |
|  | Dola Banerjee      | 108                | Dola Banerjee          | 110 |                    |                    |
|  | 24 novembre, Dubaï |                    | Dola Banerjee          | 110 |                    |                    |
|  |                    | Choi Eun-young     | 109                    |     |                    |                    |
|  | Zhang Juanjuan     | Choi Eun-young     | 109                    | 105 |                    |                    |
|  | Zhang Juanjuan     |                    |                        | 105 |                    |                    |
|  | Choi Eun-young     | 114                |                        |     |                    |                    |
|  | Choi Eun-young     | 114                | Match pour la 3e place |     |                    |                    |
|  |                    |                    |                        |     |                    |                    |
|  | 24 novembre, Dubaï |                    |                        |     |                    |                    |
|  |                    |                    |                        |     |                    |                    |
|  | Natalya Erdyniyeva | 106                |                        |     |                    |                    |
|  | Natalya Erdyniyeva | 106                |                        |     |                    |                    |
|  | Zhang Juanjuan     | 103                |                        |     |                    |                    |
|  | Zhang Juanjuan     | 103                |                        |     |                    |                    |

### Poulies masculin
|  | Demi-finales        | Demi-finales       |                        |          | Finale             | Finale             |
|  | Demi-finales        | Demi-finales       |                        |          | Finale             | Finale             |
|  |                     |                    |                        |          |                    |                    |
|  | 24 novembre, Dubaï  | 24 novembre, Dubaï |                        |          | 24 novembre, Dubaï | 24 novembre, Dubaï |
|  | 24 novembre, Dubaï  | 24 novembre, Dubaï |                        |          | 24 novembre, Dubaï | 24 novembre, Dubaï |
|  | Jorge Jimenez       | 115 (T10)          |                        |          | 24 novembre, Dubaï | 24 novembre, Dubaï |
|  | Jorge Jimenez       | 115 (T10)          |                        |          | 24 novembre, Dubaï | 24 novembre, Dubaï |
|  | Roberval Dos Santos | 115 (T9)           |                        |          | 24 novembre, Dubaï | 24 novembre, Dubaï |
|  | Roberval Dos Santos | 115 (T9)           | Jorge Jimenez          | 118      |                    |                    |
|  | 24 novembre, Dubaï  |                    | Jorge Jimenez          | 118      |                    |                    |
|  |                     | Braden Gellenthien | 116                    |          |                    |                    |
|  | Sébastien Brasseur  | Braden Gellenthien | 116                    | 114 (T5) |                    |                    |
|  | Sébastien Brasseur  |                    |                        | 114 (T5) |                    |                    |
|  | Braden Gellenthien  | 114 (T10)          |                        |          |                    |                    |
|  | Braden Gellenthien  | 114 (T10)          | Match pour la 3e place |          |                    |                    |
|  |                     |                    |                        |          |                    |                    |
|  | 24 novembre, Dubaï  |                    |                        |          |                    |                    |
|  |                     |                    |                        |          |                    |                    |
|  | Roberval Dos Santos | 116                |                        |          |                    |                    |
|  | Roberval Dos Santos | 116                |                        |          |                    |                    |
|  | Sébastien Brasseur  | 114                |                        |          |                    |                    |
|  | Sébastien Brasseur  | 114                |                        |          |                    |                    |

### Poulies féminin
|  | Demi-finales       | Demi-finales       |                        |          | Finale             | Finale             |
|  | Demi-finales       | Demi-finales       |                        |          | Finale             | Finale             |
|  |                    |                    |                        |          |                    |                    |
|  | 24 novembre, Dubaï | 24 novembre, Dubaï |                        |          | 24 novembre, Dubaï | 24 novembre, Dubaï |
|  | 24 novembre, Dubaï | 24 novembre, Dubaï |                        |          | 24 novembre, Dubaï | 24 novembre, Dubaï |
|  | Jamie Van Natta    | 115 (T9)           |                        |          | 24 novembre, Dubaï | 24 novembre, Dubaï |
|  | Jamie Van Natta    | 115 (T9)           |                        |          | 24 novembre, Dubaï | 24 novembre, Dubaï |
|  | Sofia Goncharova   | 115 (T10)          |                        |          | 24 novembre, Dubaï | 24 novembre, Dubaï |
|  | Sofia Goncharova   | 115 (T10)          | Sofia Goncharova       | 105      |                    |                    |
|  | 24 novembre, Dubaï |                    | Sofia Goncharova       | 105      |                    |                    |
|  |                    | Petra Ericsson     | 116                    |          |                    |                    |
|  | Anna Kazantseva    | Petra Ericsson     | 116                    | 113 (T9) |                    |                    |
|  | Anna Kazantseva    |                    |                        | 113 (T9) |                    |                    |
|  | Petra Ericsson     | 113 (T10)          |                        |          |                    |                    |
|  | Petra Ericsson     | 113 (T10)          | Match pour la 3e place |          |                    |                    |
|  |                    |                    |                        |          |                    |                    |
|  | 24 novembre, Dubaï |                    |                        |          |                    |                    |
|  |                    |                    |                        |          |                    |                    |
|  | Jamie Van Natta    | 114                |                        |          |                    |                    |
|  | Jamie Van Natta    | 114                |                        |          |                    |                    |
|  | Anna Kazantseva    | 106                |                        |          |                    |                    |
|  | Anna Kazantseva    | 106                |                        |          |                    |                    |

### Résultats
| Arc classique |                             |                          |                           |
| Hommes        | Baljinima Tsyrempilov (RUS) | Juan René Serrano (MEX)  | Alan Wills (GBR)          |
| Femmes        | Dola Banerjee (IND)         | Choi Eun-young (KOR)     | Natalya Erdyniyeva (RUS)  |
| Arc à poulies |                             |                          |                           |
| Hommes        | Jorge Jimenez (ESA)         | Braden Gellenthien (USA) | Roberval Dos Santos (BRA) |
| Femmes        | Petra Ericsson (SWE)        | Sofia Goncharova (RUS)   | Jamie Van Natta (USA)     |

## Classements des nations
| Rang | Pays         | Points |
| ---- | ------------ | ------ |
| 1    | Corée du Sud | 448    |
| 1    | Russie       | 448    |
| 3    | États-Unis   | 443    |
| 4    | France       | 418    |
| 5    | Royaume-Uni  | 395    |